# Chan Vathanaka
Chan Vathanaka (khmérsky: ចាន់ វឌ្ឍនាកា [ʋɔːt.tʰɔːniə.kaː]; * 23. ledna 1994 Kampot) je kambodžský profesionální fotbalista, který hraje jako křídlo nebo útočník za Boeung Ket Angkor a za národní tým Kambodže. Je jedním z nejlepších fotbalistů své země.